# Havsten

Havsten är en ö i Tanums kommuns norra skärgård, Bohuslän, Västra Götalands län. Ön ligger ca 300 m norr om Havstenssund.
Ön var med säkerhet bebodd omkring mitten på 1600-talet. På den första kartan över det svenska Bohuslän, utgiven år 1658, så finns ett bebyggelsetecken på Havsten. Ön var bebodd med befolkning året runt till 1990-talets början.
Havsten ligger i Sannäsfjordens mynning. Större fartyg måste passera norr om Havsten för att komma in i fjorden, medan mindre båtar även når Sannäsfjorden genom att passera söder om Havsten.
I skalgrusbankarna i dalgången på öns nordöstra del utvanns snäckskal. Utvinningen pågick ända in på 1950-talet. Skalresterna användes för att kalkberika hönsfoder. Den sand som sållades ur skalgruset, lämnades kvar strax ovanför den dåvarande stranden, sanden har nu skapat den bråddjupa sandstrand som finns i dalgångens östra del, Sönnåre Hamne. Stranden är sommartid en mycket populär badstrand, som i folkmun har kallats "Snäckfabriken" och "Snäckis".
I början av 1900-talet bröts sten ur berget på öns västra del av stenbolaget Kullgrens Enka. 
På öns sydvästra udde finns en fyr, Havstenfyren eller officiellt Havstenssund övre. Fyren är den ena av två ensfyrar som underlättar passagen från öppna havet in till Havstenssund. Den andra ensfyren står nere vid sundet i Havstenssund, Havstenssund nedre. Havstenfyren uppfördes år 1901.

## Etymologi
Ön hette ursprungligen Håstein, där hå här har betydelsen hög och brant. Efterledet stein betyder sten. Troligen refererar namnet till det 60 m höga och mycket branta bergspartiet, Havstenberget, på öns nordöstra udde. 
Namnet Håstein finns omnämnt i kung Sverre Sigurdssons saga då kungen, på ön år 1196, tillsammans med en medhjälpare slår ihjäl några av fiendens vaktposter.